# Поколение ответственности

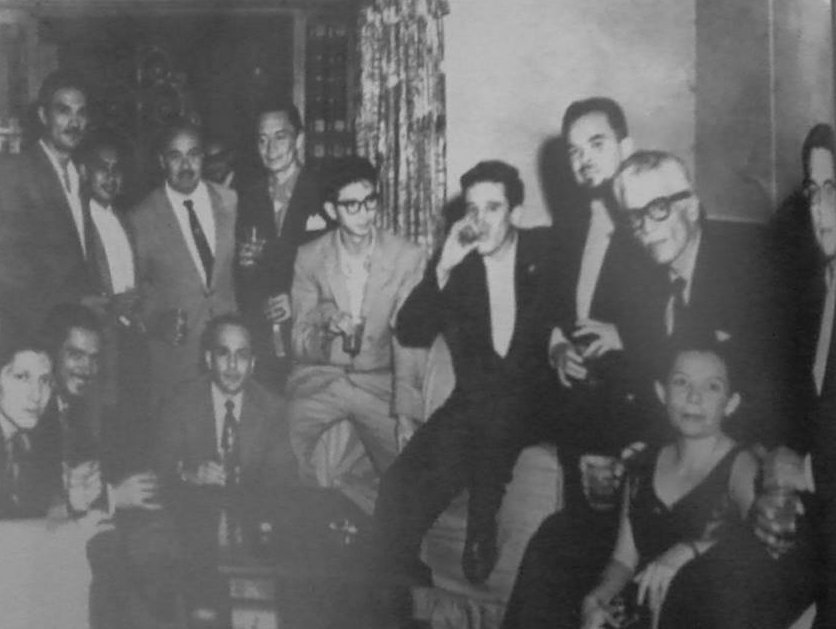
Роке Дальтон (пятый справа) среди прочих представителей «поколения ответственных». Сан-Сальвадор, 1961 г.

«Поколение ответственности» (исп. Generación comprometida) — литературное направление, зародившееся в среде выходцев из Сальвадора в 50-х годах XX века, к которому впоследствии присоединились поэты, писатели, драматурги, критики и т.д. из других стран Центральной и Южной Америк. В творчестве деятелей искусства данного направления отражена ответственность интеллигенции перед народом, ведущим (часто вооружённую) борьбу за национальное и социальное освобождение.
Среди представителей поколения видное место занимают Манлио Аргета и Роке Дальтон в Сальвадоре, Отто Рене Кастильо и Мигель Анхель Астуриас в Гватемале, Гильермо Кальдерон Пуч в Гондурасе, Ригоберто Лопес Перес в Никарагуа, Мануэль Мехиа Вальехо в Колумбии, Дарио Коссье в Аргентине и др.
Принятие интеллигентами «ответственности» (исп. comprometida) в значительной степени было обусловлено влиянием сартровских идей, а сам термин предложен поэтом Итало Лопесом Вальесильосом.
Другими участниками поколения в сальвадорской литературе были Мерседес Дуранд, Роберто Армихо, Альфонсо Кихада Уриас и т.д.